# David Santana Vega
David Santana Vega, né le 22 mars 1980 est un karatéka espagnol connu pour avoir remporté le titre de champion du monde en kumite individuel masculin moins de 75 kilos aux championnats du monde de karaté 2004 et en kumite par équipe masculin aux championnats du monde de karaté 2002 et 2006.

## Résultats
| Résultat | Date             | Épreuve                   | Catégorie | Compétition                                  | Ville hôte                             |
| -------- | ---------------- | ------------------------- | --------- | -------------------------------------------- | -------------------------------------- |
| 4e place | Février 1998     | Kumite individuel - 65 kg | ?         | Championnats d'Europe juniors et cadets 1998 | Athènes, en Grèce                      |
| [ 2 ]    | Février 2001     | Kumite individuel - 70 kg | Juniors   | Championnats d'Europe juniors et cadets 2001 | Nicosie, à Chypre                      |
| [ 2 ]    | Février 2001     | Kumite par équipe         | Juniors   | Championnats d'Europe juniors et cadets 2001 | Nicosie, à Chypre                      |
| [ 2 ]    | Novembre 2002    | Kumite par équipe         | Seniors   | Championnats du monde 2002                   | Madrid, en Espagne                     |
| [ 2 ]    | Mai 2003         | Kumite par équipe         | Seniors   | Championnats d'Europe 2003                   | Brême, en Allemagne                    |
| [ 2 ]    | Mai 2004         | Kumite par équipe         | Seniors   | Championnats d'Europe 2004                   | Moscou, en Russie                      |
| [ 3 ]    | 18 novembre 2004 | Kumite individuel - 75 kg | Seniors   | Championnats du monde 2004                   | Monterrey, au Mexique                  |
| [ 2 ]    | Novembre 2004    | Kumite par équipe         | Seniors   | Championnats du monde 2004                   | Monterrey, au Mexique                  |
| [ 2 ]    | Mai 2005         | Kumite individuel - 75 kg | Seniors   | Championnats d'Europe 2005                   | San Cristóbal de La Laguna, en Espagne |
| [ 2 ]    | Mai 2005         | Kumite par équipe         | Seniors   | Championnats d'Europe 2005                   | San Cristóbal de La Laguna, en Espagne |
| [ 4 ]    | 5 mai 2006       | Kumite individuel - 75 kg | Seniors   | Championnats d'Europe 2006                   | Stavanger, en Norvège                  |
| 4e place | 3 juin 2006      | Kumite par équipe         | Seniors   | Championnats des régions d'Europe 2006       | Paris, en France                       |
| [ 5 ]    | 15 octobre 2006  | Kumite individuel - 75 kg | Seniors   | Championnats du monde 2006                   | Tampere, en Finlande                   |
| [ 2 ]    | Octobre 2006     | Kumite par équipe         | Seniors   | Championnats du monde 2006                   | Tampere, en Finlande                   |